# Mauvais quarts d'heure
 (avril 2014).
 (janvier 2011).
Les Mauvais quarts d'heure était un groupe de musique québécois, fondé en 1993 par Philippe Ranger, Simon Bédard, Bernard Potvin et Anne-Marie Grimard.

## Historique
1993
La formation « Les Mauvais quarts d'heure » émerge de la scène québécoise dans le courant de l'année 1993 lorsque se rencontrent Philippe Ranger, Simon Bédard, Bernanrd Potvin et Anne-Marie Grimard.
1994
Au printemps 1994, l'album La Sortie est enregistré par le chanteur du groupe, Philippe Ranger. Afin de financer la production, le groupe met sur pied une pré-vente d'albums, un peu comme l'a fait Richard Desjardins à ses débuts. Le quatuor fait une série de spectacles jusqu'à ce que Ranger quitte le groupe laissant place à l'avant-scène au guitariste et compositeur du groupe Simon Bédard qui devient la voix du désormais trio.
1995
Un vidéoclip pour la pièce À Cause De Cette Fleur est produit peu avant le départ de Ranger.
1996
En janvier 1996, Les Mauvais quarts d'heure travaille sur plusieurs nouvelles chansons qui sont enregistrées par Daniel Fontaine-Bégin dans le seul but d'avoir quelques démos en main. Content du résultat, le groupe décide de prendre 4 des 8 chansons produites et de faire paraître le mini-album Le Fœtus de l'Horloger qui est disponible en quantité limitée afin d'aider les fans à patienter jusqu'à la sortie d'un éventuel prochain album.
En juin, François Dutil réalise un vidéoclip pour la pièce titre Le Fœtus De L'Horloger qui tournera fortement sur les ondes de MusiquePlus.
La Bête en soi est une cassette contenant huit chansons enregistrées live vers la fin de 1996 dans le local de pratique du groupe par Daniel Fontaine-Bégin. Destinée à n'être qu'un outil de présentation remis à différentes compagnies de disques, des copies ne tardent pas à circuler chez les fans du groupe dès l'arrivée du printemps 1997. Tirée de cet enregistrement, la pièce Jouir est offerte au public sur la compilation Montréal Underground.
1997
Les Mauvais quarts d'heure se retrouve finaliste à l'Empire des futures stars en 1996. Il en résulte leur premier séjour dans un véritable studio, Le Divan Vert, en février 1997. Daniel Fontaine-Bégin est présent en tant que réalisateur alors que Joe Petrella est l'ingénieur de son. Ils enregistrent 3 chansons dont le CD simple Crayola et la première version studio de Petite Personnalité sur laquelle Anne-Marie Grimard joue du violoncelle. Un CD comprenant seulement Crayola est imprimé sur étiquette Audiogram mais n'est jamais officiellement lancé. Le groupe décide alors d'en donner plus de 500 copies en les jetant dans la foule lors des nombreux spectacles donnés à travers la province durant les mois qui suivent... La réponse du public est plus qu'enthousiaste. Les 200 autres copies servent à la promotion. C'est aussi durant ces spectacles estivaux que la bassiste Anne-Marie Grimard quitte la formation, laissant place à Jocelyn Gagné (ex-Unknown, ex-Messie YoYo).
1998
Après avoir signé une entente avec les disques MusiArt vers la fin de 1997, Mauvais Quarts d'heure se retrouve rapidement en studio. Guidé par le réalisateur Guy Tourville, le groupe séjourne aux studios Piccolos pour y produire leur premier album à paraître sur une étiquette québécoise importante. Gaucher paraît le 7 juin 1998. Myriam est le premier extrait vidéo. L'album à peine terminé, le groupe fait appel à Luc Marcotte (ex-Bleu Baroque) à titre de deuxième guitariste. Un deuxième vidéoclip pour la pièce Tous Pareils se met à tourner sur les ondes de MusiquePlus.
1999
Le groupe se dissout entre l'automne 1999 et le printemps 2000.